# Antonio Medianero
Antonio Medianero Roldán, (Barcelona, 12 de junio de 1970) és un jugador de bàsquet català. Amb 1.91 d'alçada, el seu lloc natural a la pista era el d'aler.

## Carrera esportiva
Medianero es va formar al planter del CB l'Hospitalet, passant a formar part de les categories inferiors del Joventut de Badalona des de ben aviat. El 1989, un any abans de formar part del primer equip de la Penya, va guanyar el Campionat d'Espanya Júnior. La temporada 1989-90 va passar a formar part del primer equip del RAM Joventut, amb qui va proclamar-se campió de la Copa Korac. La temporada següent va fitxar pel TDK Manresa, juntament amb Daniel Pérez, i les dues següents les va jugar a l'Unicaja de Màlaga. En el mes d'octubre de 1993 va fitxar pel Dyc Lugo, equip amb el que va jugar fins al 1995, quan va passar a formar part del Baloncesto Salamanca. La temporada següent va jugar a LEB, amb l'equip balear del Gráficas García Inca. La temporada 1997-98, la seva darrera temporada en actiu, la va disputar a Segona Divisió amb el B.C. Aracena Hospitalet.